# 中国人民解放军陆军合成第一七九旅
合成第一七九旅（英語：179th Combined Arms Brigade），又称“光荣的临汾旅”，是中国人民解放军陆军第七十一集团军下辖的一个轻型合成旅，驻地江苏省南京市。

## 历史

### 山西新军与抗日战争
该旅最早编制可追溯至1937年7月的山西國民兵軍官教導團第十团。1937年12月下旬，由山西青年抗敌决死第三总队（1937年5月成立山西国民兵军官教导团第十团于9月中旬在寿阳县改编）和山西国民兵军官教导团第六团、第七团一部分组建决死三纵队。纵队长是早年参加过中共后脱党的旧军官陈光斗（字耀三），政委戎子和，政治主任董天知，参谋长颜天明（颜承暇，1932年脱党，1941年重新入党）。山西省委军事部部长黄骅负责领导决死三纵队。部队中共产党的基础比较薄弱，特别是第七、第八、第九总队。1938年2月，颜天明继任三纵队队长。
- 决死第七总队(原老底子第三总队)：1937年5月在寿阳县东关大营盘成立国民兵军官教导第十团。学员是从晋南、晋东南和晋中的19个县，经考试录取的一批热心抗日、思想进步的小学教员和知识青年。教十团编制为3个营，12个连，共计1600余人。团设政训处，连设政治指导员和工作员。1937年9月中旬在寿阳县改编为决死第三总队，总队长李冠军（1936年2月红军东征时任山西防共保卫团团长），政委兼政治部主任戎子和/牛荫冠，从班到团各级军事干部都为山西防共保卫团旧人。9月28日调太原南郊狄村准备守城。山西省工委书记张友清指示不要死守。10月初奉命从太原南下曲沃，11月底董天知任政治部主任，杨献珍任省工委联络员（公开身份是随营三分校/山西民族革命大学四分校教务主任、负责人）。1937年12月22日，李冠军试图拉部队投奔陈诚（保定军校八期同学），事败自杀。继任总队长王子五(王振明，旧军官中的进步分子)，后为张济(旧军官)，政治部主任董天知(兼)后为马适安。
- 决死第八总队：1937年底原第三总队扩编为第七总队。是用扩充的新兵组成的，干部是从老底子决死第三总队抽出的。总队长刘宝堂（原教十团中校团附）后为白英杰(旧军官)，政治主任秦淮，后为董天知(兼)、纪忠
- 决死第九总队：由原山西国民兵军官教导团第六团的2个营和第七团的1个营组建而成。总队长赵世玲（原防共保卫团团长），政治主任任映仑。
- 游击十团，1938年10月成立。团长雷震，政治主任张维翰/戴云程。来源：
  - 1938年3月成立的山西民族革命大学第四分校(简称民大四分校)游击第一支队和38年初组成的同蒲铁路工人武装自卫队
  - 1938年6月成立的民大四分校游击第四支队
  - 决死三纵队游击第十一支队：由同蒲路护路军排长王学林、八路军文艺战士彭棣生（彭飞，开国少将）于1938年3月初在安邑县三里路村打出了“八路军游击支队”，不到十几天发展到近千人。3月下旬河东特委书记阎子祥任支队政委，夏县的孙雨亭任政治部主任，整顿清理了部队。辖一、二、三中队与手枪队（队长彭棣生（彭飞））、少年先锋队、干部学校、兵工厂。河东特委向晋豫边区特委汇报后，唐天际、聂真命名为“八路军晋豫边区游击第五支队“番号。但夏县的负责干部不同意让它使用八路军番号，1938年7月命名为夏县游击支队第二区队，并要由路西调到路东。最终移交给雷震领导，改称决死三纵队游击第十一支队。政治主任沈甸之。1938年9月由夏县东山出发到浮山县以东的山交休整。1938年10月编为决死三纵游击十团第三营，营长王学林，营指导员宋净明/张向善。
  - 铁路工人自卫队（简称铁工队）编入一营
- 游击十一团，1938年10月成立，团长李其昌（旧军人）/刘修堂(旧军官中的进步分子)，政治主任杨绍曾。 二营营长卢育桐。六连掩护团部突围。
  - 临汾游击队改编的决死三纵队游击第二支队
  - 安邑牺盟会组织的运城盐池工人和农民游击队改编的决死三纵队游击第五支队
  - 冀城游击队和梁友(旧军官)游击支队。
- 三十二团，1939年8月在高平县南北杨村、杜寨一带，政保四支队改编为32团。团长胡正平（红军干部），政治主任贾启允。来源：
  - 1938年11月决定组建的政卫四支队(由曲沃、翼城、绛县、浮山、阳城和沁水县的自卫大队合编而成)，支队长胡正平（红军干部），政委李丙辰（翼城县长兼任）、政治主任曲丙午，组织科长兼党团书记贾启允。1939年2月在翼城县青城镇浇底村集结组建。翼城县游击队改编为支队部与第一大队，大队长沈振东，指导员杨景章。浮山县、沁水县游击队编为二大队第四、第五中队，二大队长张汝伟，指导员李锋。阳城县游击队编为三大队，大队长谷宝珠，指导员杨林。绛县自卫队未组建。曲沃县大队编入政保三支队。共计1200人。
  - 决死三纵队军政干校一部和第五专署民族革命中学部分学生组建的游击队

1938年6月下旬，戎子和兼任第五专署专员，辖长治、长子、屯留、潞城、平顺、壶关、晋城、高平、阳城、陵川、沁水、浮山12个县。1938年7月成立五专署保安司令部，司令陈光斗/颜天明/戎子和，副司令员兼参谋处长王子玉，政治主任车敏樵。辖保安第一、二、三、四支队。1939年6月整编为：
- - 山西省第五行政区保安第九团：第五行政区保安第一支队和政治保卫营合编而成。团长于文华（旧军官），政治主任张恒业，参谋长高体乾。1939年10月清洗了旧军官，从抗大一分校要来了30多名营连排干部，包括副团长余能胜、营长刘盛斌、孙灏正（郑其贵）、一名教导员和几名连长，都是红军干部；还有一批青年学生干部。晋西事变时在壶关县未受损失、未发生战斗。
  - 山西省第五行政区保安第十团：第五行政区保安第四支队、第二支队合编而成。第三营由保安四支队改编，前身为民大六分校游击队。团长卢有年（旧军官），政治主任陈学文。由五专署路东办事处主任杨献珍、张茂甫带领到白晋路以东活动。

1939年4月，决死三纵队与五专署发展到8个建制团，共8000余人，阎锡山把三纵队分编为两个旅，各团均有新番号，但未能启用。1939年12月25日凌晨1时，纵队司令部参谋主任李翔初、副官长武振裔假借躲避晋军独八旅进攻并向七总队靠拢，挟持纵队部叛变。
- 独立第三旅：旅长颜天明，政治主任董天知
  - 第七总队：1939年12月26日晚，总队长张济（后改名张仲舟）、副总队长靳福忠，发动郭峪兵变（今阳城县北留镇郭峪村），逮捕了纵队政治主任郭鸿璜以下24人交给了孙楚。其中，197旅政治部主任张凤阁、决死九团政治部主任郝庭珖两人是到纵队部开会，听到纵队部叛变，便想去决死七团暂避，结果决死七团也叛变而被抓。已转移到郭峪村的阳城、沁水、浮山等县的党政军机关30多人被抓。三中队的戴铮率部经过四个月艰苦斗争，1940年5月8日完整拉回到太岳根据地。
  - 第八总队：1939年12月23日总队长孙瑞琨、副总队长袁士琏、三个大队长刘树茂、郭培恩、张德修，在沁水县胡底乡苗沟村叛变，逮捕63名政工干部与进步军官（大都是党员）。在晋城县大阳镇大南沟村南的里季沟枪杀第八总队政治主任陈士平、总队政治处组织干事（秘密身份是党总支书记）张师周，中队长李柽、涂成、温东贤，中队指导员仝振德、谢国玺等7名党员干部，投靠阳城的孙楚。
  - 三十二团：1939年12月26日16时，董天知突然来信要三十二团从沁水县撤回高平。胡正平当天将三十二团撤到沁水县的一个小村庄，发现周围驻有阎锡山的军队，为避免被阎军包围消灭，胡正平连夜将32团带上山，遇到八路军344旅687团一个营。但三十二团派到翼城、浮山打游击的两个连（五连、七连）在返回途中于12月28日在沁水县必底村遭到阎军独八旅袭击，被缴械。
- 197旅：旅长赵世玲，政治部主任张凤阁。1939年12月25日，旅长赵世玲率旅部和第九总队在安泽县张家庄、河阳村叛变。
  - 第九总队：总队长赵世玲(兼)，代总队长王寿堂。政治主任任映仑，后为郝廷珖。
  - 游击十团：团长雷震。驻安泽和屯留交界处。是晋西事变中唯一保持完整未受损失的团。
  - 游击十一团：团长刘修堂，政治主任杨绍曾，驻高平县尹家沟。1939年12月24日驻高平县柳树底村（今属泽州县下村镇）的该团第一营，在营长牛善斋（反正伪军）带领下叛变。还裹挟了另外一个营叛变，27日袭击纵队政委戎子和带队的纵队政治部、五专署，死伤十多人，被俘100多人，损失财物十余万元，最后200多人突出重围到石村（今属高平市陈区镇）八路军三四四旅旅部，后又转到沁源与决死一纵会合。

“十二月事变”中，决死第三纵队损失惨重：叛变了一个纵队司令部、一个旅部、3个团、1个营，被国民党军消灭1个营，共计损失4000余人，各种物资不可计算。此外，由阳城经晋城东沟、高平宰李、陵川禺居到长治、武乡的这条连接党中央与八路军总部的地下交通线亦被破坏。晋城、高平、阳城、陵川、沁水5个县所有的抗日政府、牺盟会、各救会均被摧毁，大批基层党组织遭到破坏。决三纵余部1940年2、3月间陆续集结在壶关、平顺。剩余的部队整编成第七、第八、第九团。司令员戎子和，政委董天知，副司令员李汉光（李寿轩）、政治部主任车敏樵、参谋长高体乾。
- 第七团：由保安第九团和保安第十团合编的保安团改编为五专属保安团。原保九团编为第一营、第二营；一营长刘盛斌，教导员蔡剑桥。二营营长孙灏正（郑其贵）、教导员曹振邦。保十团缩编为第三营，营长吴殿甲。共2000人。团长余能胜，团政委宋之春，参谋长史景班，政治处主任高治国。
- 第八团：第三十二团改编(原游击十一团余部编为第三十二团第一营，营长郑其贵，指导员赵若襄；原第三十二团余部编为第二营，高平独立营编为第三营，营长王毓淮，指导员王健) ；团长宋绍廉,政委贾启允，参谋长王毓淮，政治处主任郝培苗。1940年6月，第八团撤销建制，部队编入第七、第九团。
- 第九团：游击第十团和平顺独立营合编。1940年6月第八团团部编入。团长李文昌(靳虎)，政委杨绍曾，后为贾启允，副团长贾定基(黄定基)，参谋长武承先，后为王毓淮，政治处主任戴云程后为郝培苗。

1940年1月叛变的部队被阎锡山改编为第207旅，旅长张仲舟（原名张济）。辖：
- 第30团：团长杨占梧
- 第31团：团长武启厚

半年后因给养不济，旅长率部南逃投靠中央军嫡系。第207旅最终抵达河南孟县时，原本2000人的队伍只剩下300余老弱病残。裴昌会部将该旅残余人员全部缴械，除少数军官外，其余人员全部遣散。

### 十二月事变后
决死三纵队列入八路军第二纵队序列。不久第二纵队主力南下，决三纵改归八路军第一二九师。
1940年4月底，日军进攻晋城一带。第8集团军总司令孙楚部撤退前，于农历五月初一在阳城县岩山村秋川河一带把决死三纵队197旅政治主任张凤阁、7总队政治部主任郭鸿璜、9总队政治部主任郝廷珖、浮山县抗日县长武之诚、阳城牺盟特派员江涛（女，延吉县人）与张哲、七总队一大队长卢正维、七总队二大队指导员王恩俊、七总队三大队指导员何希圣、七总队政治处组织干事（党总支书记）王贵廷、七总队中队指导员李发先、宁翔高、仇星彩、九总队政治处组织干事杨凤鸣等24名被捕的决死三纵队党员领导干部处决。
1940年1月叛变的部队被阎锡山改编为第207旅，旅长张仲舟（原名张济）。辖：
- 第30团：团长杨占梧
- 第31团：团长武启厚

半年后因给养不济，旅长率部南逃投靠中央军嫡系。第207旅最终抵达河南孟县时，原本2000人的队伍只剩下300余老弱病残。裴昌会部将该旅残余人员全部缴械，除少数军官外，其余人员全部遣散。
1940年4月底，日军进攻晋城一带。第8集团军总司令孙楚部撤退前，于农历五月初一在阳城县岩山村秋川河一带把决死三纵队197旅政治主任张凤阁、7总队政治部主任郭鸿璜、9总队政治部主任郝廷珖、浮山县抗日县长武之诚、阳城牺盟特派员江涛（女，延吉县人）与张哲、七总队一大队长卢正维、七总队二大队指导员王恩俊、七总队三大队指导员何希圣、七总队政治处组织干事（党总支书记）王贵廷、七总队中队指导员李发先、宁翔高、仇星彩、九总队政治处组织干事杨凤鸣等24名被捕的决死三纵队党员领导干部处决。
百团大战后，1940年12月决死三纵队兼太行军区第三军分区。1943年3月，第三军分区与八路军三八五旅合并。纵队司令员戎子和，政委傅雨田，后为王一伦(地委书记兼)，纵队副司令员兼分区司令员李汉光，后为郭国言，参谋长刘昌义(刘昌毅)，政治部主任车敏瞧，代理主任彭光，副主任先后为贾启允、杨绍曾。根据上级精兵简政的指示，纵队将七、九两个甲种团改编成3个丙种团，每团辖4个连：
- 决七团团长余能胜，后为尹立海，政委高治国，副团长兼参谋长贾定基，政治处副主任兼党总支书记李再含，后为蔡剑桥。
- 决八团团长开始暂缺，后为郭本银，政委谭友夫，副团长吴凤高，参谋长陈瑞符，政治处副主任周政宜。
- 决九团团长邹善芳，政委宋之春，后为郝培苗，再后为张恒业，副团长刘胜斌，参谋长王毓淮，政治处副主任兼党总支书记李思元。

1942年3月，再次撤销决八团建制，连队分别编入决七团和决九团。
- 决七团团长尹立海，后为郭本银，政委高治国，后为孙灏正，参谋长戴铮，政治处副主任兼党总支书记孙灏正，后为赵若襄。
- 决九团团长贾定基，政委张恒业，后为谷景生(榆武路西工委书记兼，未到职)，副政委郝培苗，参谋长王硫淮，后为吕士英，政治处副主任兼党总文书记李永顺，后为燕登甲。

1943年3月再一次进行精兵简政，一二九师三八五旅与太行第三军分区合并：太行第三军分区司令员陈锡联．后为鲁瑞林，政委彭涛(地委书记兼)，副司令员赵辉楼、鲁瑞林，副政委兼政治部主任卢仁灿，参谋长王智涛，政治部副主任车敏瞧。不久，陈、赵、车调延安学习，卢调第五军分区任政委兼五地委书记。合并后的第三军分区辖七六九团、十四团、决七团和决九团。9月，决七团奉命调往晋、豫边境的太行第八军分区，在太南、豫北开辟新根据地。 
1945年初，决九团扩编为2个营8个连的乙种团(包括5个营属连、1个机炮连、1个特务连)。团长贾定基，政委吴殿甲，参谋长杨一清，政治处主任张向善。1945年10月太行军区陵高县独立营并入，并补充豫北新兵千余，扩编为3个营11个连的甲种团。团长贾定基，政委张向善，副团长张振华，参谋长赵之焱，副政委兼政治处主任蔡剑桥。属于大行第八军分区建制的决七团，1945年元月补充黎城、襄垣部分新兵扩大为两个营。在1945年9月也扩编为3个营11个连的甲种团。团长程英林，政委孙灏正，参谋长古忠，后为李毅，政治处主任张洪，后为郭铁。1945年12月在长治苏店，决七团、决九团分别改编为晋冀鲁豫野战军第二十三旅的六十七团和六十九团，汾东游击支队改编为六十八团（原系太岳军区汾东支队（为景仙洲组建之游击队，故又名景支队），创始于1938年。当时仅数十人，常活动于洪洞、赵城、霍县、临汾地区，一直坚持了这一地区的游击战争。1945年发展到两个营的乙种团，曾参加上党战役。1946年元月编入23旅时，将冀氏县新成立之独立营并入，始成3个营的建制团。）。二十三旅旅长贾定基，政委车敏瞧，政治部主任孙灏正，均为原决死三纵队领导干部；旅部也是原决死三纵队人员为主所组成。后为临汾旅。
1979年12月28日，在阳城县太岳烈士陵园，山西省隆重举行“十二月事变”死难烈士英勇牺牲40周年纪念会，在安葬31名烈士遗骨的新墓前，竖起“十二月事变殉难烈士纪念碑”，碑上刻着马明撰写的碑文。

### 临汾战役
1948年3月开始的临汾战役前夕，临汾驻守有国民党太原绥靖公署主任阎锡山部第66师、西安绥靖公署主任胡宗南部第30旅及六个保安团和两个补训团，共计2.5万余人，由国民党军第6集团军副司令兼晋南武装总指挥梁培璜指挥。 
临汾城墙高15米，上宽10米,基厚30米左右，城周碉堡林立，壕沟纵横,内外暗道相通，从城外到城内构成外围警戒阵地、护城阵地、城墙主阵地、城内纵深阵地四道防线，易守难攻。临汾城池像一个横置着的“吕”字，东关恰如右侧的一个“口”。战役的第一、第二阶段是扫清外围据点和夺取东关; 1948年４月，中国人民解放军占领东关后，蒋介石、阎锡山严令梁培璜死守临汾, 临汾战役至此进入白热化阶段。
晋冀鲁豫野战军第八纵队第二十三旅在夺取临汾外围据点、攻克东关、占领护城阵地、控制外壕后，采用坑道爆破作业攻城。经地面、地下二十七昼夜的反复争夺, 于5月15日，23旅将两条坑道成功贯通至城墙底部，一条长 117米，另一条长 115米。据统计，晋冀鲁豫野战军友邻参战部队全线共挖破城坑道15条，掩护坑道40余条，绝大部分被破坏，仅存三条主坑道。
5月17日中午一时，八纵二十三旅在南边的一号主坑道共装黑色炸药6200公斤，北边的二号坑道共装黄色炸药2500公斤，另又装硝氨炸药500公斤 ，共计装填炸药9200公斤。总攻时间预定在5月18日。5月17日中午，23旅一号坑道监听到反坑道的挖掘声；徐向前决定，总攻提前至当天19点。1948年5月17日19点整，巨大的爆炸声响起, 东城墙分别被炸开宽37米、39米的两个大缺口，23旅69团突击队率先登城，后续部队直插纵深，对临汾战役 的胜利起了决定性作用。
临汾战役 是一场历时72天的城市攻坚战，其坑道作业，规模之大，时间之长，在中国人民解放军攻坚作战的战史上是罕见的。临汾战役胜利的第二天，由周恩来拟稿的贺电如下："徐向前、薄一波、滕代远、贺龙、李井泉、周士第诸同志暨晋冀鲁豫人民解放军、晋绥人民解放军全体同志们：庆祝你们解放临汾，全歼阎胡守敌的伟大胜利，尚望继续努力，为消灭全部敌军，解放华北而奋斗"。这是第二次国共内战中少有的以中共中央名义发出的贺电之一。临汾战役结束不久，中央军委即把长达 19页的《临汾战役坑道作业经验》发给各大野战军首长，供在攻坚作战中参考。
1948年6月4日，晋冀鲁豫军区第八纵队在山西洪洞县召开庆功大会，时任华北军区副司令员兼第一野战兵团司令员和政治委员的徐向前，代表第一野战兵团授予第二十三旅“光荣的临汾旅”奖旗的决定，还亲自将一面写有“光荣的临汾旅”的横幅锦旗授予旅长黄定基和政治委员肖新春予以表彰嘉奖。这是中国人民解放军在战争年代唯一正式颁布的最大的荣誉单位。8月9日，华北野战军一兵团在榆次县相立村召开前委扩大会议上，徐向前在《晋中战役总结报告》中，表扬“临汾旅”以小的伤亡取得很大的胜利。并说“临汾旅”是兵团一个“拳头”。
179旅（师）前身是1937年12月在曲沃组建的山西青年抗敌决死第3纵队，为山西新军的重要组成部分。该纵队在1939年“十二月事变”中遭受重大损失，重新整编后归八路军129师领导。1940年12月，决死3纵队兼太行军区3分区。1943年3月，3分区与八路军385旅合并。1945年12月，晋冀鲁豫军区以太行3、8分区部队为基础，在山西长治苏店镇组成第8纵队23旅，下辖67、68、69团，旅长黄定基、政委车敏瞧。1946年1月，8纵番号撤销，23旅划归太岳军区建制。不久，调入4纵建制，改番号为12旅，下辖34、35、36团。1946年7月，12旅改为太行军区独立旅，下辖第7、8、9团。同年11月，再次划归太岳军区建制，恢复12旅番号。
1947年1月，12旅改称23旅。同年7月，晋冀鲁豫军区第二次组建第8纵队，23旅归其建制，仍下辖67、68、69团，旅长黄定基、政治委员肖新春。1948年5月，23旅随8纵归华北军区1兵团领导。1949年2月，改编为中国人民解放军步兵第179师，隶属18兵团60军建制，下辖535、536、537团，师长黄定基、政治委员肖新春。4月24日，全师参加太原战役。7月12日该师随军进军大西北，参加扶眉战役。8月29日，该师参加秦岭战役，为60军右路纵队。12月30日，该师达到四川成都参加了声势浩大的入城仪式。1950年2月，该师进入茂县地区，兼茂县军分区，协助地方建立政权，與中華民國國軍交戰。6月13日，奉西南军区命令将投降的國軍的95军126师编入该师。1998年该师缩编为旅，改番号为12集团军179旅。

### 建国后
1961年1月被中央军委确定为全军首批十大战备值班师。1971年，经中央军委批准，“临汾旅”成为驻京外的陆军部队中唯一对外开放的单位，先后接待160多个国家和地区的元首、政府首脑，为外宾进行军事表演600多场，荣获外国勋章、纪念章1000多枚。一直驻守南京至今，2017年整编为轻型合成旅，为现有编制。

## 沿革
参考资料：
| 部隊番號                   | 使用時期              |
| -------------------------- | --------------------- |
| 山西國民兵軍官教導團第十团 | 1937年3月-1937年12月  |
| 山西青年抗敵決死第三總隊   | 1937年12月-1939年11月 |
| 八路军決死第三縱隊         | 1939年11月-1945年12月 |
| 华北军区第一兵团第二十三旅 | 1945年12月-1948年11月 |
| 中国人民解放军第一七九师   | 1948年11月-1960年1月  |
| 陆军第一七九师             | 1960年1月-1985年9月   |
| 步兵第一七九师             | 1985年9月-1998年11月  |
| 摩托化步兵第一七九旅       | 1998年11月-2017年4月  |
| 合成第一七九旅             | 2017年4月至今         |

## 荣誉
- 光荣的临汾旅：原晋冀鲁豫野战军第八纵队第二十三旅，现为本旅。